# The Blue Hearts
The Blue Hearts, japoński zespół muzyczny założony był w 1985 a rozwiązany w 1995. Grupa grała muzykę punk rock pojawiały się także brzmienia jazzu, bluesa, oraz country. 
Zespół jest legendą japońskiej sceny muzycznej stawia się ich obok takich zespołów jak Boowy, The Stalin i X Japan. Założycielem oraz liderem grupy był Mashima Masatoshi. Zespół od początku do końca swojego istnienia muzycznego grał w pełnym składzie. Uznawano, że duszą grupy był wokalista Koumoto Hiroto. Pierwszy koncert zespołu wyglądał opustoszale, było na nim tylko kilkadziesiąt osób i to za sprawą, że rozdawali do biletu darmowego drinka. Jedna dwa lata później na ich koncertach było oblężenie.
Najbardziej znane utwory zespołu to: Linda Linda, Punk Rock, Train-Train i Kiss Shite Hoshii. 

## Dyskografia

### Albumy
- THE BLUE HEARTS (21 maja 1987)
- YOUNG AND PRETTY (21 listopada 1987)
- TRAIN TRAIN (23 listopada 1988)
- BUST WASTE HIP (10 lutego 1990)
- HIGH KICKS (21 grudnia 1991)
- STICK OUT (10 lutego 1993)
- DUG OUT (10 lipca 1993)
- PAN (10 lipca 1995)

### Single
- Linda Linda (1 listopada 1987)
- Kiss Shite Hoshii (21 listopada 1987)
- Hito no Yasashiku (6 marca 1988)
- Train-Train (8 listopada 1988)
- Love Letter (21 lutego 1989)
- Aozora (11 czerwca 1989)
- Kubitsuridai Kara (kwiecień 1991)
- Anoko ni Touch (listopad 1991)
- Too Much Pain (luty 1992)
- Tabibito (luty 1992)
- Yume (25 października 1992)
- 1000 no baiorin (maj 1993)
- Party (sierpień 1993)
- Yuugure (październik 1993)

### DVD
- The Blue Hearts no Deko boko Tour (24 kwietnia 2002)
- The Blue Hearts no Video 2 (24 kwietnia 2002)
- The Blue Hearts Live Video Zen-Nippon EAST WASTE TOUR '91 (24 kwietnia 2002)
- The Blue Hearts no Deko boko Tour (Limited Edition) (1 listopada 2003)
- The Blue Hearts no Video 2 (Limited Edition) (1 listopada 2003)
- The Blue Hearts Live Video Zen-Nippon EAST WASTE TOUR '91 (Limited Edition) (1 listopada 2003)
- The Blue Hearts Live Hibiya Yaon & Nihon Budokan (26 maja 2004)
- Blue Hearts no Video Clip + Live Document (26 maja 2004)
- Blue Hearts ga kikoenai - History of the Blue Hearts (26 maja 2004)

### VHS
- The Blue Hearts (21 marca 1987)
- The Blue Hearts LIVE (1 września 1987)
- THE BLUE HEARTS SPECIAL TOUR'88.2.21 (21 czerwca 1988)
- De Buu Haatsu no Bideo (VIDEO CLIP 1987-1989) (1 stycznia 1990)
- HISTORY OF THE BLUE HEARTS (7 lutego 1996)
- Da Buu Haatsu no Bideo + Live Document (21 maja 1997)